# 努尔哈赤 (电视剧)
努尔哈赤，是1986年中国中央电视台播出的電視古裝連續劇，共16集，描写了清太祖努尔哈赤的故事。中国电视剧制作中心、沈阳市文联、中国新闻社联合录制，主演是侯永生、高兰村、傅艺伟。本剧是中国中央电视台最早播出的大型古装历史剧。

## 演員表
- 努尔哈赤 侯永生 飾
- 阿巴亥 傅艺伟 飾
- 孟古 李静莉 飾
- 覺昌安 李荣春 飾
- 尼堪外兰 叶庆林 飾
- 龙敦 朱艺丹 飾
- 阿台 李辉武 飾
- 扈尔汉 马连骥 飾
- 何和礼 汤志江 飾
- 费英东 郝铁男 飾
- 安费扬古 宋永坤 飾
- 额亦都 张玉春 飾
- 舒爾哈齊 邹宝琛 飾
- 褚英 于德安 飾
- 代善 张国文 飾
- 阿敏 于扩 飾
- 皇太極 刘威 飾
- 莽古爾泰 邵勇 飾
- 穆库什 邓小鸥 飾
- 达启 姜洋 飾
- 阿濟根 袁文 飾
- 常书 郑介民 飾
- 金台石 高兰村 飾
- 金台石之妻 许萍 飾
- 杨吉砮 徐德新 飾
- 杨吉砮之妻 佟朋琳 飾
- 布占泰 贾永志 飾
- 布寨 包斯尔 飾
- 巴穆尼 刘玉山 飾
- 鄂里肯 董炳舜 飾
- 尼楚娅 赵凤霞 飾
- 老者 姜玉森 飾
- 娥恩哲 赵丽霞 飾
- 真哥 王桂琴 飾
- 毕拉 李大刚 飾
- 泰恩察 宋美华 飾
- 李成梁 王洪生 飾
- 李如楨 李明 飾
- 万历帝 孔志军 飾
- 张御史 霍焰 飾
- 李永芳 张杰 飾
- 杨镐 李严嵩 飾
- 马林 王大明 飾
- 熊廷弼 陈颖 飾
- 袁崇焕 陈志仁 飾
- 军卒 叶庆林 飾
- 范文程 苏莹 飾